# ویلیام شیروکی
ویلیام شیروکی (انگلیسی: Viliam Široký; زاده ۳۱ مهٔ ۱۹۰۲ – درگذشته ۶ اکتبر ۱۹۷۱) سیاستمدار برجسته کمونیست اهل چکسلواکی بود. وی از ۲۱ مارس ۱۹۵۳ تا ۲۰ سپتامبر ۱۹۶۳ نخست‌وزیر چکسلواکی بود.
ویلیام شیروکی در ۶ اکتبر ۱۹۷۱، بعد از یک دوره طولانی بیماری در سن ۶۹ سالگی در پراگ درگذشت.